# Mercaderes
Mercaderes – miasto w Kolumbii, w departamencie Cauca.